# أرامكو للخدمات المالية (شركة)
أرامكو للخدمات المالية (AFSC) هي شركة فرعية مملوكة بالكامل لشركة السعودية للتكرير، والمملوكة لشركة أرامكو للخدمات.